# ФК БАТЭ в сезоне 2004

Сезон 2004 года — 9-й в истории ФК БАТЭ и 6-й сезон в Высшей лиге чемпионата Белоруссии по футболу. Команда в четвёртый раз в истории завоевала серебряные медали.
В розыгрыше Кубка Белоруссии 2003/2004 команда вышла в полуфинал, где уступила ФК «Гомель».
В розыгрыше Кубка Белоруссии 2004/2005 команда вышла в 1/4 финала, которая прошла весной 2005 года.
В первом раунде Кубка УЕФА БАТЭ уступил в двух матчах грузинскому клубу «Динамо» (Тбилиси). Причём в первом домашнем матче борисовчане вели 2:0, а первый гол записал на свой счёт вратарь Юрий Жевнов.

## Высшая лига (Д1)
См. также: Чемпионат Белоруссии по футболу 2004

### Первый круг
| Тур  | Соперник                 | Стадион | Стадион                | Счёт | Авторы голов                                             | Зрители |
| ---- | ------------------------ | ------- | ---------------------- | ---- | -------------------------------------------------------- | ------- |
| 1-й  | Нафтан (Новополоцк)      | Д       | Городской, Борисов     | 1:1  | Тарасенко 22′                                            | 2 700   |
| 2-й  | Неман (Гродно)           | Г       | ЦСК «Неман», Гродно    | 1:1  | Комаровский 38′                                          | 3 000   |
| 3-й  | ФК Гомель                | Д       | Городской, Борисов     | 3:1  | Тарасенко 16′ 67′ · Комаровский 54′                      | 3 500   |
| 4-й  | МТЗ-РИПО (Минск)         | Г       | Трактор, Минск         | 3:0  | Страханович 22′ · Тарасенко 34′ · Рубненко 85′           | 1 000   |
| 5-й  | Днепр-Трансмаш (Могилёв) | Д       | Городской, Борисов     | 1:0  | Беганский 75′                                            | 2 800   |
| 6-й  | Торпедо (Жодино)         | Г       | «Торпедо», Жодино      | 2:0  | Лошанков 54′ · Страханович 89′                           | 2 500   |
| 7-й  | Звезда-ВА-БГУ (Минск)    | Д       | Городской, Борисов     | 2:3  | 8′ (авт.) · Бага, А. 9′                                  | 3 200   |
| 8-й  | Шахтёр (Солигорск)       | Г       | «Строитель», Солигорск | 1:5  | Страханович 24′                                          | 2 400   |
| 9-й  | Динамо (Брест)           | Д       | Городской, Борисов     | 2:1  | Рындюк 39′ · Страханович 50′                             | 5 000   |
| 10-й | Локомотив (Витебск)      | Д       | Городской, Борисов     | 3:2  | Бага, А. 75′ 85′ · Рубненко 88′                          | 1 500   |
| 11-й | Белшина (Бобруйск)       | Г       | «Спартак», Бобруйск    | 5:0  | Рындюк 44′ · Тарасенко 73′ 78′ · Афанасьев 81′ 86′       | 750     |
| 12-й | Дарида (Минский р-н)     | Д       | Городской, Борисов     | 4:1  | Рындюк 4′ · Страханович 66′ · Шкабара 78′ · Бага, А. 82′ | 2 800   |
| 13-й | Славия (Мозырь)          | Г       | «Юность», Мозырь       | 1:0  | Рындюк 11′                                               | 1 000   |
| 14-й | Динамо (Минск)           | Д       | Городской, Борисов     | 1:1  | Страханович 6′                                           | 3 500   |
| 15-й | Торпедо (Минск)          | Г       | «Торпедо», Минск       | 3:0  | Кобец 12′ · Страханович 74′ · Лошанков 78′               | 1 000   |

### Второй круг
| Тур  | Соперник            | Стадион | Стадион                  | Счёт | Авторы голов                                           | Зрители |
| ---- | ------------------- | ------- | ------------------------ | ---- | ------------------------------------------------------ | ------- |
| 16-й | Нафтан              | Г       | Атлант, Новополоцк       | 2:0  | Комаровский 26′ · Страханович 52′                      | 3 500   |
| 17-й | Неман               | Д       | Городской, Борисов       | 1:0  | Страханович 89′                                        | 2 700   |
| 18-й | ФК Гомель           | Г       | Центральный, Гомель      | 1:0  | Тарасенко 51′                                          | 3 500   |
| 19-й | МТЗ-РИПО            | Д       | Городской, Борисов       | 3:0  | Шкабара 1′ · Рубненко 24′ · Бага, А. 76′               | 2 000   |
| 20-й | Днепр-Трансмаш      | Г       |                          | 1:0  | Кобец 7′                                               | 500     |
| 21-й | Торпедо (Ж)         | Д       | Городской, Борисов       | 2:0  | Лошанков 59′ · Шкабара 66′                             | 3 000   |
| 22-й | Звезда-ВА-БГУ       | Г       | Трактор, Минск           | 2:0  | Лошанков 45′ · Шкабара 73′                             | 400     |
| 23-й | Шахтёр              | Д       | Городской, Борисов       | 0:1  |                                                        | 3 000   |
| 24-й | Динамо (Бр)         | Г       | ГОСК «Брестский», Брест  | 1:1  | Страханович 70′                                        | 2 000   |
| 25-й | Локомотив (Витебск) | Г       | ЦСК «Витебский», Витебск | 1:0  | Страханович 70′ (пен.)                                 | 3 000   |
| 26-й | Белшина (Бобруйск)  | Д       | Городской, Борисов       | 2:1  | Скрипченко 6′ · Страханович 90+′ (пен.)                | 2 800   |
| 27-й | Дарида              | Г       | «Дарида», Минск          | 3:2  | Комаровский 58′ · Шкабара 68′ · Афанасьев 77′          | 1 200   |
| 28-й | Славия              | Д       | Городской, Борисов       | 4:0  | Молош 9′ · Афанасьев 27′ 42′ · Лошанков 49′            | 1 900   |
| 29-й | Динамо (Мн)         | Г       | Динамо, Минск            | 0:2  |                                                        | 8 000   |
| 30-й | Торпедо-СКА (Минск) | Д       | Городской, Борисов       | 3:1  | Лошанков 27′ · Страханович 62′ (пен.) · Щегрикович 65′ | 2 400   |

### Турнирная таблица
Положение по итогам 14-го чемпионата Белоруссии.
| Место | Клуб              | И  | В  | Н | П | МЗ | МП | РМ  | Очки | Примечание                                   |
| ----- | ----------------- | -- | -- | - | - | -- | -- | --- | ---- | -------------------------------------------- |
|       | Динамо (Минск)    | 30 | 24 | 3 | 3 | 64 | 18 | +46 | 75   | Квалификация во 1-й кв. раунд Лиги чемпионов |
|       | БАТЭ              | 30 | 22 | 4 | 4 | 59 | 25 | +34 | 70   | Квалификация в 1-й квал. раунд Кубка УЕФА    |
|       | Шахтер (Солигорк) | 30 | 19 | 8 | 3 | 55 | 21 | +34 | 65   |                                              |

## Кубок Белоруссии

### Кубок Белоруссии по футболу 2003/04
| Стадия     | Соперник            | Стадион | Стадион            | Счёт | Авторы голов                   | Зрители |
| ---------- | ------------------- | ------- | ------------------ | ---- | ------------------------------ | ------- |
| 1/4        | Локомотив (Витебск) | Д       | Городской, Борисов | 3:0  | Рубненко 4′ 28′ · Лошанков 58′ | 3 800   |
| 1/2 1 матч | Гомель              | Д       | Городской, Борисов | 1:2  | Рындюк 45′ (пен.)              | 3 200   |
| 1/2 2 матч | Гомель              | Г       | «Луч», Гомель      | 2:3  | Беганский 49′ 79′              | 4 500   |

### Кубок Белоруссии по футболу 2004/05
| Стадия | Соперник       | Стадион | Стадион                 | Счёт | Авторы голов                  | Зрители |
| ------ | -------------- | ------- | ----------------------- | ---- | ----------------------------- | ------- |
| 1/16   | ЗЛиН (Гомель)  | Г       | «Гомсельмаш», Гомель    | 2:1  | Шкабара 82′ · Рубненко 87′    | 2 800   |
| 1/8    | Динамо (Брест) | Г       | ГОСК «Брестский», Брест | 2:1  | Ермакович 27′ · Вишняков 94+′ | 1 700   |

## Кубок УЕФА 2004—2005

### Первый раунд
| Тур    | Соперник         | Стадион | Стадион                      | Счёт | Авторы голов                        | Зрители |
| ------ | ---------------- | ------- | ---------------------------- | ---- | ----------------------------------- | ------- |
| 1 матч | Динамо (Тбилиси) | Д       | Городской, Борисов           | 2:3  | Жевнов 15′ · Страханович 19′ (пен.) | 4 500   |
| 2 матч | Динамо (Тбилиси) | Г       | им. Бориса Пайчадзе, Тбилиси | 0:1  |                                     | 12 000  |